# Audiologo
Een audiologo kan het beste worden omschreven als een compact, meestal duidelijk te herkennen geluidsfragment, al of niet met een gezongen merknaam of slogan.
Het woord logo komt van het Griekse woord logos dat kennen/weten/het woord betekent en wordt gebruikt als aanduiding voor een merkteken, een vignet, een herkenningsprentje of beeldmerk van een bedrijf. Bij een audiologo (ook wel soundlogo genoemd) gaat het dus om een ‘auditief en/of muzikaal beeldmerk’. Enkele veel genoemde voorbeelden zijn de audiologo’s van Randstad, HEMA, Nationale-Nederlanden en Intel. Ook radiozenders hebben een eigen audiologo, zodat deze kunnen worden herkend op radio's die geen tekst kunnen weergeven, maar alleen de frequentie tonen. Op deze manier kan dan eenvoudig op een bepaalde zender worden afgestemd zonder de frequentie ervan te kennen.
Een audiologo dat wat langer duurt, omdat het te horen is onder een voice-over of omdat het meer de structuur van een liedje heeft, wordt wel 'corporate theme' genoemd. Het is langer van duur, maar heeft wel dezelfde herkenbaarheid als een audiologo. Voorbeelden van corporate themes zijn de audiologo’s van Albert Heijn, Nescafé, Coca-Cola, McDonald's en Yogho Yogho.
Net als een grafisch logo is het de bedoeling dat de uitstraling ervan past bij het merk of het bedrijf. Een audiologo kan zakelijk, speels, druk, stijlvol, goedkoop of snel zijn. Net als bij een visueel logo is de herkenbaarheid van een audiologo het meest belangrijke criterium.